# Grimms lag
Grimms lag är en ljudlag som tillsammans med Verners lag beskriver den germanska ljudskridningen. Denna skiftade klusilerna i urindoeuropeiska till nya ljud i urgermanskan, och måste ha inträffat på ett tidigt stadium, kanske redan när språkområdet ifråga övergick till indoeuropeiska, under det första årtusendet f.Kr. Notera att genom kentumiseringen hade de urindoeuropeiska palatovelarerna *ḱ, *ǵ, *ǵʰ redan sammansmält med de rena velarerna *k, *g, *gʰ när den germanska ljudskridningen inträffade.
Ljudskridningen består av tre på varandra följande faser:
1. Urindoeuropeiska tonlösa klusiler blir tonlösa frikativor.
2. Urindoeuropeiska tonande klusiler blir tonlösa klusiler.
3. Urindoeuropeiska tonande aspirerade klusiler blir tonande frikativor (som i sin tur senare blivit tonande klusiler i de flesta germanska språk).

Lagen formulerades av Jacob Grimm i Deutsche Grammatik (2:a uppl. 1822), men hade redan föregripits av bland andra Friedrich von Schlegel 1806 och Rasmus Christian Rask 1818. Grimm själv avsåg med die Deutsche Lautverschiebung såväl den germanska ("första") ljudskridningen som den högtyska ("andra") ljudskridningen.
|                     | Labialer | Koronaler | Velarer | Labiovelarer |
| ------------------- | -------- | --------- | ------- | ------------ |
| Tonlösa klusiler    | p → f    | t → þ     | k → h   | kʷ → hw      |
| Tonande klusiler    | b → p    | d → t     | g → k   | gʷ → kw      |
| Aspirerade klusiler | bʰ → b   | dʰ → d    | gʰ → g  | gʷʰ → gw     |

Not: /f, þ, h/ uttalades antagligen snarast [ɸ, θ, x], då detta är de frikativor som har samma artikulationsställen som klusilerna [p, t, k].
Följande regelmässiga undantag finns till Grimms lag:
- Tonlösa klusiler blir inte frikativor om de föregås av frikativan *s.
- Den tonlösa klusilen *t blir inte frikativ om den föregås av *p, *k, eller *kʷ. Dessa föregående tonlösa klusiler blir dock i sin tur frikativa.
- Verners lag: urgermanska tonlösa frikativor (*f *þ *h *s, de tre första uppkomna genom Grimms lag) blir tonande (*ƀ *đ *ǥ *z) mellan tonande språkljud utom då de föregås av betonade stavelser.

En ny teori om glottalisering av klusiler i protoindoeuropeiska, glottalteorin, framfördes under 1980-talet av två sovjetiska språkforskare, georgiern Tamaz Gamqrelidze och ryssen Vjatjeslav Ivanov, och av den amerikanska språkforskaren Paul Hopper. Enligt denna teori skulle den germanska ljudskridningen inte ha ägt rum på det sätt som den är beskriven i Grimms lag.

## Exempel
Här följer några exempel på den (första) germanska ljudskridningen:
| Växling   | Icke-germanska exempel före ljudskridning | Motsvarande germanska exempel efter ljudskridning |
| --------- | --- | --- |
| *p→f      | 1) klassisk grekiska: πούς (pūs), latin: pēs, pedis, sanskrit: pāda, ryska: под (pod), litauiska: pėda, lettiska: pēda; 2) latin: piscis                               | 1) engelska: foot, frisiska: foet, nederländska: voet, tyska: Fuß, gotiska: fōtus, isländska, färöiska: fótur, danska: fod, norska, svenska: fot ; 2) engelska: fish, tyska: Fisch, isländska: fiskur, danska, norska, svenska: fisk |
| *t→þ (θ)  | klassisk grekiska: τρίτος (tritos), latin: tertius, skotsk gaeliska: treas, iriska: tríú, sanskrit: treta, ryska: третий (tretij), litauiska: trečias, albanska: tretë | engelska: third, fornfrisiska: thredda, fornsaxiska: thriddio, fornhögtyska: thritto, gotiska: þridja, färöiska: triðji, isländska: þriðji                                                                                           |
| *k→χ→h    | 1) klassisk grekiska: κύων (kýōn), latin: canis, gaeliska, iriska: cú, kymriska: ci (pl. cwn); 2) latin: corde                                                         | 1) engelska: hound, nederländska: hond, tyska: Hund, gotiska: hunds, isländska, färöiska: hundur, danska, norska, svenska: hund ; 2) engelska: heart                                                                                 |
| *kʷ→hw    | latin: quod, gaeliska: ciod, iriska: cad, sanskrit: ka-, kiṃ, ryska: ко- (ko-), litauiska: ką'                                                                         | engelska: what, nederländska: wat, tyska: was, gotiska: ƕa („hwa“), isländska: hvað, färöiska hvat, danska hvad, norska: hva, kva, svenska: vad                                                                                      |
| *b→p      | latin: verber (= spö, piska, slag), homerisk grekiska: ῥάβδος (rabdos) (=käpp, spö, trollstav), litauiska: virbas                                                      | engelska: warp,, frisiska: werpe, nederländska: werpen, isländska, färöiska: verpa, varpa, gotiska wairpan (= vända), svenska: värpa                                                                                                 |
| *d→t      | latin: decem, grekiska: δέκα (déka), gaeliska, iriska: deich, sanskrit: daśan, ryska: десять (des'at), litauiska: dešimt                                               | engelska: ten, nederländska: tien, gotiska: taíhun, isländska: tíu, färöiska: tíggju, danska, norska: ti, svenska: tio |
| *g→k      | latin: gelū, klassisk grekiska: gelandrós, litauiska: gelmenis, gelumà                                                                                                 | engelska: cold, nederländska: koud, tyska: kalt, isländska, färöiska: kaldur, danska: kold, norska: kald, svenska: kall |
| *gʷ→kw    | litauiska: gyvas | engelska: quick, frisiska: quick, queck, nederländska: kwiek, gotiska: qius, fornnorska: kvikr, norska: kvikk, isländska, färöiska: kvikur, danska: kvik, norska: kvikk, svenska: kvick                                              |
| *bʰ→b     | latin: frāter, klassisk grekiska: φρατήρ (phrātēr), sanskrit: bhrātā, ryska: брат (brat), litauiska: brolis, fornkyrkoslaviska: братръ (bratru)                        | engelska: brother, frisiska, nederländska: broeder, tyska: Bruder, gotiska: broþar, isländska, färöiska: bróðir, danska, norska, svenska: broder                                                                                     |
| *dʰ→d     | sanskrit: dwār, ryska: дверь (dver'), litauiska: durys | engelska: door, frisiska: doar, nederländska: deur, gotiska: daúr, isländska, färöiska: dyr, danska, norska: dør, svenska: dörr |
| *gʰ→g     | latin: anser, klassisk grekiska: χήν (khēn), sanskrit: hamsa (=svan), litauiska: žąsis (äldre form žansis), ryska: гусь (gus')                                         | engelska: goose, frisiska: goes, guos, nederländska: gans, tyska: Gans, isländska: gæs, färöiska: gás, danska, norska, svenska: gås                                                                                                  |
| *gʷʰ→gʷ→w | tokariska A: kip, tokariska B: kwípe (=vulva) | engelska. wife, urgermanska: wiban (från tidigare formen gwiban), fornsaxiska, fornfrisiska: wif, nederländska: wijf, fornhögtyska: wib, tyska: Weib, fornnorska: vif, isländska: víf, färöiska: vív, danska, norska, svenska: viv   |